# Mokra Sura
Mokra Sura (ukrainsk: Мокра Сура, tr. Mokra Sura) er en biflod til Dnepr fra højre i Dnipropetrovsk oblast i Ukraine. Mokra Sura udmunder i Dnepr 14 km syd for Dnipro og er 118 km lang.
48°19′26.04″N 35°8′35.48″Ø / 48.3239000°N 35.1431889°Ø